# Hypogaleus hyugaensis
Hypogaleus hyugaensis är en hajart som först beskrevs av Miyosi 1939.  Hypogaleus hyugaensis ingår i släktet Hypogaleus och familjen hundhajar. IUCN kategoriserar arten globalt som nära hotad. Inga underarter finns listade i Catalogue of Life.